# Ettore Milano
Ettore Milano (* 25. Juli 1925 in San Giuliano Nuovo; † 21. Oktober 2011 in Novi Ligure) war ein italienischer Radrennfahrer und nationaler Meister im Radsport.

## Sportliche Laufbahn
Milano war im Straßenradsport aktiv. Als Amateur gewann er 1947 (mit Andrea Carrea, Luciano Parodi und Franco Giacchero) und 1948 (mit Andrea Carrea, Franco Giacchero und Natale Fossat) den nationalen Titel im Mannschaftszeitfahren mit dem Verein „GS Pozzolo Formigaro“. Von 1949 bis 1958 war er Unabhängiger und Berufsfahrer. 1953 konnte er eine Etappe im Giro d’Italia gewinnen. Milano war langjähriger Domestik und enger Freund von Fausto Coppi. Milano war einer der Letzten, die Coppi kurz vor dessen Tod im Krankenhaus besuchen durften.
Zweiter wurde Milano 1951 im Giro del Ticino hinter Ferdy Kübler, Dritter im Giro del Piemonte 1952. In den Rennen der Monumente des Radsports war der 9. Platz bei Mailand–Sanremo 1954 sein bestes Resultat.
Milano heiratete Ada Cavanna, die Tochter von Biagio Cavanna, dem Entdecker und Masseur von Fausto Coppi.

## Grand-Tour-Platzierungen
| Grand Tour            | 1949 | 1950 | 1951 | 1952 | 1953 | 1954 | 1955 | 1956 |
| --------------------- | ---- | ---- | ---- | ---- | ---- | ---- | ---- | ---- |
| Vuelta a EspañaVuelta | –    | –    | –    | –    | –    | –    | –    | –    |
| Giro d’ItaliaGiro     | 27   | 51   | 29   | 44   | 27   | 41   | 58   | DNF  |
| Tour de FranceTour    | 51   |      | 52   | 51   | –    | –    | –    | –    |

## Berufliches
Milano war nach seiner aktiven Karriere als Sportlicher Leiter in Radsportteams wie Tricofilina-Coppi, Carpano, Sanson und Zonca-Santini tätig.